# Pantano Grande
Pantano Grande es un municipio brasileño del estado de Río Grande del Sur.
Se encuentra ubicado a una latitud de 30º11'29" Sur y una longitud de 52º22'25" Oeste, estando a una altitud de 100 metros sobre el nivel del mar. Su población estimada para el año 2004 era de 11.473 habitantes.
Ocupa una superficie de 847,78 km².

## Fiestas
- Semana de la Farroupilha (del 14 al 20 de septiembre).

- Datos: Q1758814
- Multimedia: Pantano Grande / Q1758814